# Plano (Texas)
Plano is een van de noordelijke voorsteden van Dallas, de derde stad van de Amerikaanse staat Texas. Voor het grootste deel ligt de stad in Collin County; een kleiner behoort tot Denton County. Plano ligt in de Dallas-Fort Worth Metroplex, het grootstedelijk gebied van Dallas en Fort Worth.

## Geografie
De oppervlakte van Plano bedraagt 185,4 km²; daarmee is het naar grootte gezien de 98e stad van het land. Plano bevindt zich ongeveer 30 km ten noordoosten van Dallas-centrum. De naam (van het Spaanse woord voor "plat") verwijst naar de vlakheid in terrein van de omgeving. 

## Geschiedenis
In 1844 werden twee kolonisten omgebracht door Indianen. Een jaar later vestigden zich hier nieuwe kolonisten die afkomstig waren uit Peters colony. William Forman opende in 1851 een winkel en verschillende bedrijfjes en in zijn eigen huis bracht hij een postkantoor onder. In 1852 kwam er een officieel postkantoor, waardoor er ook behoefte was aan een officiële naam voor de nederzetting. Dit werd uiteindelijk Plano, vanwege de vlakke omgeving. 
In 1872 werd Plano aangesloten op de spoorlijn van de Houston and Texas Central Railway. Een jaar later werd Plano officieel een plaats en kreeg toen ook een burgemeester. 
In 1881 brandden 52 gebouwen af. 
De St. Louis, Arkansas and Texas Railway Company opende in 1888 een spoorlijn in Plano. Dit pakte positief uit voor het stadje, dat twee jaar later al 1200 inwoners had, drie scholen en twee kranten. De economie bleef gericht op landbouwproducten. 
In de jaren 70 van de 20e eeuw groeide Dallas sterk en dat had zijn weerslag op Plano. Van 3695 inwoners in 1960 groeide Plano naar 17.872 in 1970 en 72.000 in 1980. Het agrarische karakter verdween en Plano werd een commercieel en financieel centrum voor Collin County. In 1990 was de stad verder gegroeid tot ruim 128.000 inwoners en in 2000 tot 222.030. 

## Demografie
Met 222.030 inwoners is Plano de 78e stad van de Verenigde Staten (2000) en de negende van Texas.
Van de bevolking is 4,9 % ouder dan 65 jaar en bestaat voor 20,2 % uit eenpersoonshuishoudens. De werkloosheid bedraagt 1,7 % (cijfers volkstelling 2000).
Ongeveer 10,1 % van de bevolking van Plano bestaat uit hispanics en latino's, 5 % is van Afrikaanse oorsprong en 10,2 % van Aziatische oorsprong.
Het aantal inwoners steeg van 128.507 in 1990 naar 222.030 in 2000.

## Klimaat
In januari is de gemiddelde temperatuur 6,3 °C, in juli is dat 29,6 °C. Jaarlijks valt er gemiddeld 856,0 mm neerslag (gegevens op basis van de meetperiode 1961-1990).

## Economie
Een groot aantal bedrijven heeft haar hoofdkantoor in Plano, waaronder Ericsson, Rent-A-Center, Crossmark, Dell Services, HP Enterprise Services, JCPenney, Frito-Lay, Cinemark Theatres, Dr Pepper Snapple Group, Siemens PLM Software en Gearbox Software.

## Evenementen

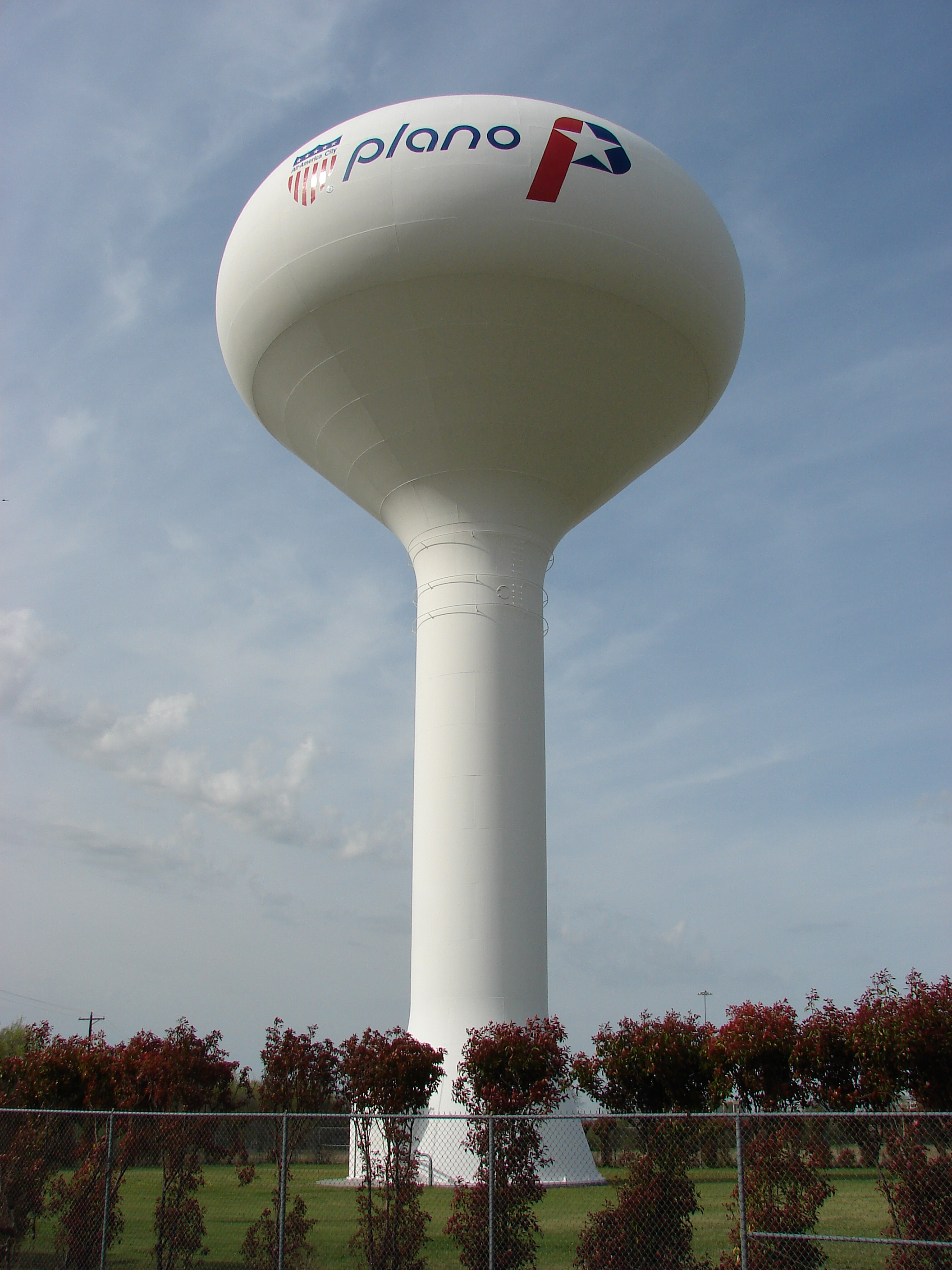
Watertoren in Plano

- Plano Balloon Festival

## Plaatsen in de nabije omgeving
De onderstaande figuur toont nabijgelegen plaatsen in een straal van 16 km rond Plano.

## Geboren in Plano
- John Benjamin Hickey (1963), acteur
- Lance Armstrong (1971), wielrenner
- Matthew Conger (1978), Amerikaans-Nieuw-Zeelands voetbalscheidsrechter
- Corben Bone (1988), voetballer
- Porscha Lucas (1988), atlete
- Kevin McHale (1988), acteur, danser en zanger
- Dillon Powers (1991), voetballer
- Connor Fields (1992), BMX'er
- Kenton Duty (1995), acteur en zanger
- Angelica Moser (1997), Zwitsers atlete